# Ilka Moricja
Ilka Moricja (erzául: Илька Морыця), születési nevén Ilja Petrovics Krivosejev (oroszul: Илья Петрович Кривошеев, 1898. július 19. – 1967. szeptember 11.) erza nemzetiségű költő. Domokos Péter szerint „a mordvin líra egyik legkiválóbb mesterének, a mordvin vers leleményes kísérletezőjének és formálójának [...] tartják.” Élete során több mint húsz kötete látott napvilágot.

## Élete és pályafutása
Egy tanyán született a Szaratovszki kormányzóság Petrovszki járásában (ma Lopatyinói járás, Penzai terület), paraszti családban. Édesanyja, Efimija Petrovna (Ефимия Петровна) tehetséges és elismert énekesnő, mesemondó volt. Rajta keresztül szerette meg Moricja az anyanyelvét, illetve a népköltészetet. A falusi plébániaiskola után kétosztályos népiskolában tanult, 1913 és 1917 között a kazanyi Nemzetiségi Tanítóképzőben tanult. Rögtön a tanítóképző elvégzése után behívták katonának, a kazáni katonai iskolában zászlós rangot szerzett. Tanítói képesítése miatt 1918 januárjában leszerelték, és a Petrovszki járásban, Gyakovka (Дьяковка) faluban kezdett tanítani. A polgárháború miatt újra behívták, a Vörös Hadseregben harcolt. A háború után ismét tanított, majd járási iskolafelügyelőnek nevezték ki. 1927-ben a Szaranszki Egyetem pedagógiai karának társadalmi-gazdaságtani tanszékén végzett. Itt alakult ki igazán világnézete, és olyan nyelvészek és irodalmárok voltak a tanárai, mint Borisz Szokolov (Борис Матвеевич Соколов, 1889–1930), Alekszandr Szakftimov (Алекса́ндр Па́влович Скафты́мов, 1890–1968), Vlagyimir Bus (Влади́мир Влади́мирович Буш, 1888–1934) vagy Alekszandr Heraklitov (Алекса́ндр Алекса́ндрович Геракли́тов, 1867–1933). Ezt követően a petrovszki mordvin pedagógiai technikumban tanított társadalomtudományt. A következő években különféle iskolákban dolgozott, majd 1940-től nyugdíjazásáig az icsalki tanítóképzőben oktatott. 1934-től a Szovjet Írószövetség tagja volt.
Korán elkezdett verseket írni, már a tanítóképzőben is írt, főképp oroszul. 1923-ban jelentek meg első erza nyelvű versei a Jaksztyere Szokicja (Якстере сокиця, Vörös Földműves) című újságban, de a húszas években a moszkvai kiadású Jaksztyere Tyestye (Якстере теште, Vörös Csillag) és a novoszibirszki Od Erjamo (Од эрямо, Új Élet) is közli a költeményeit. 1929-ben a Centrizdat által kiadott Vaszeny szjatkt (Васень сяткт, Első szikrák) című antológiában jelent meg néhány költeménye. 1933-ban jelent meg első önálló kötete Kommunany tolt (Коммунань толт, A kommuna fényei) címmel, valamint második verseskötete, a Valszkeny zorjava (Валскень зорява, Pirkadatkor). A 30-as években a versei leginkább a tájjal és a gyerekekkel foglalkoznak. 1943-ban jelent meg Narodony vajgel (Народонь вайгель, A nemzet hangja) című kötete, melyben a fronton harcoló szovjet katonákat és a hátországban dolgozó munkásokat bátorítja, a versek hazafias érzelműek. A háború után számos kötete jelent meg, melyben a szovjet életről ír, a nemzetek közötti barátságot és békét hangsúlyozza.
Versei egy részét megzenésítették, népszerű műdalokká váltak, és költeményeit a mordvin nemzeti iskolák tankönyvei is oktatják. Pedagógusi tevékenységéért kitüntették. 1967-ben hunyt el.
Sírja Icsalki (Ичалки) faluban található, ahol emlékművet is emeltek neki.